# Zuriñe Rodríguez
Zuriñe Rodríguez (Barakaldo, 21 de maio de 1982) é uma triatleta profissional espanhola.

## Carreira

### Londres 2012
Zuriñe Rodríguez disputou os Jogos de Londres 2012, terminando em 44º lugar com o tempo de 2:08:44. 